# Carabande
Carabande ist ein Geschicklichkeitsspiel von Jean du Poël, welches 1995 im Eigenverlag Historienspiele Galerie als Avus und 1996 beim Spieleverlag Goldsieber erschienen ist. Es ist für 2–8 Spieler ab 6 Jahren geeignet und dauert ca. 30 Minuten. Das Spiel erhielt 1996 den Sonderpreis „Geschicklichkeitsspiel“ der Spiel-des-Jahres-Jury und erreichte im selben Jahr den 3. Platz beim Deutschen Spiele Preis.

## Inhalt
- 6 gerade Streckenteile mit Banden
- 10 Kurventeile 90° mit Banden
- 8 Rennscheiben in 4 verschiedenen Farben
- 1 Schikanenscheibe
- 1 Wertungsblock
- 1 Spielregel

## Spielziel
Ziel des Spiels ist es, auf einem aus bis zu 16 Teilen zusammengesetzten Rennkurs seine Scheibe(n) als erster über 3 Runden zu schnippen.

## Spielregeln

### Vorbereitung
Die Streckenteile werden zu einer geschlossenen Rennstrecke zusammengesetzt. Jeder Spieler bekommt eine Rennscheibe, der jüngste Spieler bekommt die Nummer 1 und beginnt.

### Ablauf
Jedes Rennen geht über 3 Runden. Die Spieler schnippen ihre Rennscheiben abwechselnd über die Bahn. Wird in einem Zug die Bahn verlassen, so muss die Scheibe an den letzten Platz zurückgelegt werden. Liegt eine Scheibe nach dem Schnipsen auf der falschen Seite, so muss der Spieler in der nächsten Runde einmal aussetzen und dabei die Scheibe wieder umdrehen.

## Erweiterung
Im Jahr 1997 erschien bei Goldsieber die Erweiterung Carabande Action Set mit Zusatzteilen für die Rennstrecke: 1 Sanduhr-Schikane, eine Y-Schikane, eine Rampe aus 3 Teilen und 2 weitere 90° Kurventeile mit Banden.

## Neuauflagen
Im Jahr 1996 erschien das Spiel bei Goldsieber als Werbeausgabe für Audi unter dem Namen Rennspiel-Action. Die Ausstattung entsprach exakt dem Original, lediglich die Schachtel hatte ein anders Design.
Das Spiel erschien 2003 unter dem Namen Pitchcar im Verlag Ferti – hier erschienen auch 4 Erweiterungen. 2004 erschien ebenfalls bei Ferti die verkleinerte Version Mini Pitchcar – hierzu erschienen bislang 2 Erweiterungen. In Finnland erschien das Spiel bei Lautapelit.fi.